# Ель аянская
Ель ая́нская, или Ель иезская (лат. Picea jezoensis), — вид рода Ель семейства Сосновые.
Латинский видовой эпитет происходит от ныне устаревшего названия острова Хоккайдо — Эдзо.

## Ботаническое описание

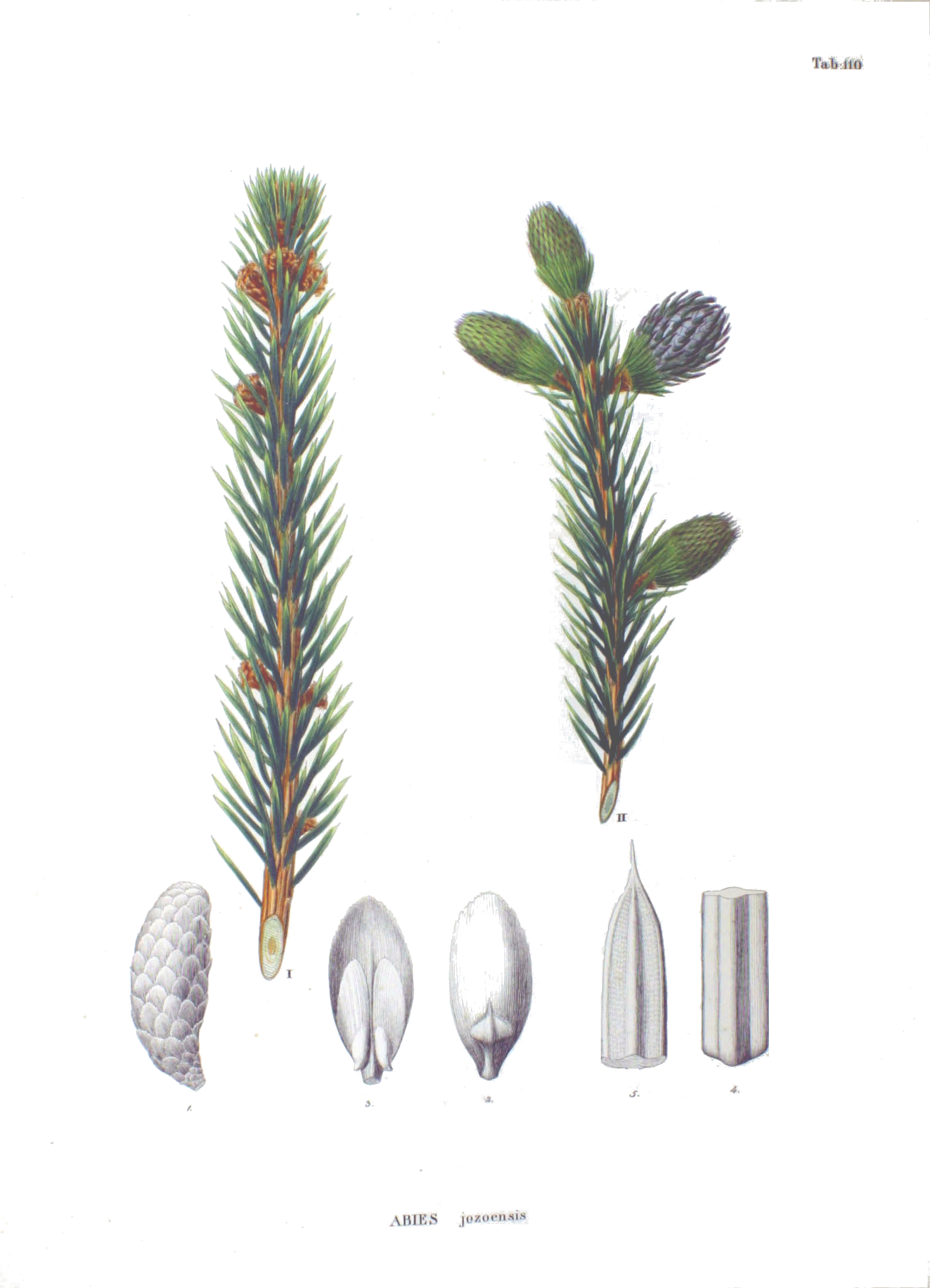
Ель аянская. Ботаническая иллюстрация из книги Flora Japonica, Sectio Prima Зибольда и Цуккарини. 1870.

Дерево до 50 м высотой с пирамидальной кроной, хотя нижняя часть ствола очищается от ветвей, ветви часто повислые. Кора серая, чешуйчатая, глубоко трещиноватая у старых деревьев. Хвоя 1—2 см длины, снизу сизая от воскового налёта. Шишки 4—7,5 см длины, светлой буроватой окраски, с ромбически-продолговатыми, волнистыми по краю выгрызенно-зубчатыми чешуйками.
Семена почти чёрные, 2 мм длины, с крылышками длиной 6—7 мм. 1000 семян весят 2—3 грамма. Из шишек выходит 2—4 % чистых семян. Всхожесть сохраняется 2—3 года. Деревья, растущие на просторе, начинают плодоносить с 20—30 лет, растущие в древостое — с 40—50 лет. Наилучшие урожаи наблюдаются в возрасте 160—170 лет. Урожайные годы бывают через 3—5 лет. Цветёт в мае — июне, семена созревают в сентябре.
Внешне похожа на ситхинскую и обыкновенную ели. Живёт ель аянская 350—400 лет, иногда до 500 лет.

## Распространение и экология
Распространена на северо-востоке Корейского полуострова, северо-востоке Китая, в Японии (в основном на острове Хоккайдо, но также изолированно в центральном Хонсю). В России растёт в горах Сихотэ-Алинь, на Сахалине, Камчатке и южных Курильских островах, реже — в горах Амурской области и Южной Якутии. Также ель аянская встречается и на западном побережье Охотского моря (в районе Джугджура).
Растёт в районах с влажным воздухом и прохладным летом. На горных склонах и плато, расположенных выше 500 м над уровнем моря. Поднимается до верхней границы лесов, где представлена низкорослыми деревьями. Гораздо реже встречается на нижних поясах гор, ещё реже в речных долинах. Не выносит близкого залегания вечной мерзлоты, избегает застойного увлажнения и заболоченности, где встречаются лишь низкорослые и чахлые экземпляры. Наилучшей производительности еловые и елово-пихтовые насаждения достигают на пологих горных склонах со свежими, достаточно плодородными и хорошо дренированными почвами. В таких условиях елово-пихтовые насаждения в спелом возрасте (160—170 лет) по запасу качественной древесины на гектаре достигают 400 и более кубометров.
Теневынослива. Самосев и подрост развиваются даже под плотным пологом древостоя. Возобновляется успешно на небольших возвышенностях из лесного перегноя, на гнилых пнях и валежнике. На открытых местах с влажной суглинистой почвой всходы страдают от выжимания морозом. Молодые побеги чувствительны к поздним весенним заморозкам. Смолоду растёт медленно, выдерживает период угнетения до 50—120-летнего возраста. Доживает до 300—350 лет.
По данным Леонида Любарского и Любови Васильевой на ели аянской найдены следующие дереворазрушающие грибы: трутовик окаймлённый (Fomitopsis pinicola), феолус Швейница (Phaeolus schweinitzii), трутовик серно-жёлтый (Laetiporus sulphureus), ишнодерма смолистая (Ischnoderma resinosum), пикнопореллус блестящий (Pycnoporellus fulgens), трутовик покрытопоровый (Cryptoporus volvatus) (на сухостоях), трутовк еловый (Polystictus circinatus), трутовик северный (Polyporis borealis) (редко), опёнок осенний (Armillaria mellea), опёнок зимний (Flammulina velutipes).

## Хозяйственное значение и применение
Древесина широко используется в строительной, деревообрабатывающей и лесохимической промышленности .
При сравнении свойств древесины ели аянской выросшей на Дальнем Востоке и ели обыкновенной (picea abies) выросшей в европейской части России видно, что за исключением коэффициента усушки и прочности при скалывании, ель аянская имеет незначительное превосходство, но эта разница не существенна. Сравнение физико-механических показателей этих елей указано ниже:
| Свойства                     | Ель аянская | Ель обыкновенная |
| ---------------------------- | ----------- | ---------------- |
| Объёмный вес (г/см³)         | 0,45        | 0,46             |
| Коэффициент усушки в %:      |             |                  |
| радиальной                   | 0,19        | 0,14             |
| тангенциальной               | 0,36        | 0,24             |
| Предел прочности кгс/см²:    |             |                  |
| при сжатии вдоль волокон     | 391         | 385              |
| при статическом изгибе       | 751         | 722              |
| при растяжении вдоль волокон | 1263        | 1076             |
| Твёрдость кгс/см²:           |             |                  |
| торцовая                     | 285         | 222              |
| радиальная                   | 206         | —                |
| тангенциальная               | 238         | —                |

Кора содержит значительные количества танинов (5—13 %) и используется как дубитель.
В охвоенных побегах — «лапке» — содержится эфирное масло (1,5—1,7 %), которое может использоваться в парфюмерии.
В ботаническом садом Петра Великого плодоносит, здесь же и введена в культуру в 1852 г.

## Опасность исчезновения
Ель аянская широко используется в лесозаготовках России и Японии (на Хоккайдо). В сравнительно доступных местах ель аянская может быть на грани исчезновения. Однако, в общем, опасность исчезновения вида низка, так как бо́льшая часть ареала лежит в труднодоступных районах, делающих заготовки экономически маловыгодными или нерентабельными.

## Ботаническая классификация
Обычно выделяют два подвида:
- Picea jezoensis subsp. jezoensis — типовой подвид, произрастающий по всему ареалу, кроме популяции на Хонсю. В нём иногда выделяют разновидность
  - Picea jezoensis subsp. jezoensis var. komarovii (V.N.Vassil.) W.C.Cheng & L.K.Fu — Ель Комарова — произрастающую на западе ареала, в Северной Корее и Китае.
- Picea jezoensis subsp. hondoensis (Mayr) P.A.Schmidt — подвид, изолированно произрастающий в центральной части острова Хонсю (от префектуры Нара на юге до префектуры Тотиги на севере).

## Синонимы
- Abies jezoensis Siebold & Zucc.
- Abies microsperma Lindl.
- Picea ajanensis Fisch. ex Carrière
- Picea austromandshurica Silba
- Picea kamtchatkensis Lacass.
- Picea manshurica Nakai
- Picea microsperma (Lindl.) Carrière — Ель мелкосемянная
- Picea yezomonii Beissn.
- Pinus jezoensis (Siebold & Zucc.) Antoine
- Pseudotsuga jezoensis (Siebold & Zucc.) W.R.McNab
- Tsuga ajanensis (Fisch. ex Carrière) Regel
- Veitchia japonica Lindl.